# Wikipédia en tahitien
Wikipédia en tahitien (en tahitien : Vitipetia Reo Tahiti) est l'édition de Wikipédia en tahitien, langue polynésienne parlée en Polynésie française. L'édition est initiée en août 2004, mais plus réellement en février 2005,. Son code est : ty.
Au 20 mars 2025, l'édition en tahitien contient 1 222 articles et compte 8 098 contributeurs, dont 15 contributeurs actifs et 1 administrateur.
Les autres Wikipédia en langue polynésienne sont la Wikipédia en maori qui compte 7 970 articles, la Wikipédia en hawaïen qui en compte 2 871, la Wikipédia en tongien qui en compte 2 022, la Wikipédia en fidjien qui en compte 1 525 et la Wikipédia en samoan qui en compte 1 172.

## Présentation
Les articles sont généralement très courts et elle compte une petite dizaine d'utilisateur actifs.
Wikipédia en tahitien est également une des plus petites des Wikipédia en langues régionales ou minoritaires en France.
Compte tenu du faible nombre d'articles et d'une évolution lente, une proposition de fermeture a été proposée en 2010. Cette proposition n'a finalement pas été retenue.

Aire de diffusion du tahitien.

## Statistiques
- Le 30 mars 2012, l'édition en tahitien compte 873 articles.
- Le 31 mars 2014, elle compte 1 050 articles.
- Le 1er mars 2015, elle compte 1 362 articles.
- Le 16 février 2018, elle compte 1 196 articles, 5 116 utilisateurs, 9 utilisateurs actifs[N 1] et 0 administrateur[7].
- Le 4 novembre 2022, elle contient 1 217 articles et compte 6 951 contributeurs, dont 10 contributeurs actifs et 2 administrateurs.
- Le 16 septembre 2024, elle contient 1 222 articles et compte 7 865 contributeurs, dont 12 contributeurs actifs et 1 administrateur.